# Monastère côtier Saint-Serge de Saint-Pétersbourg
Pour les articles homonymes, voir Saint-Serge.
 (décembre 2024).
Le monastère côtier Saint-Serge (en russe : Сергиева Приморская пустынь) est un établissement religieux orthodoxe situé à Saint-Pétersbourg en Russie.  Il fait partie du patrimoine mondial protégé par l'UNESCO au sein du bien intitulé « Centre historique de Saint-Pétersbourg et ensembles monumentaux annexes ».

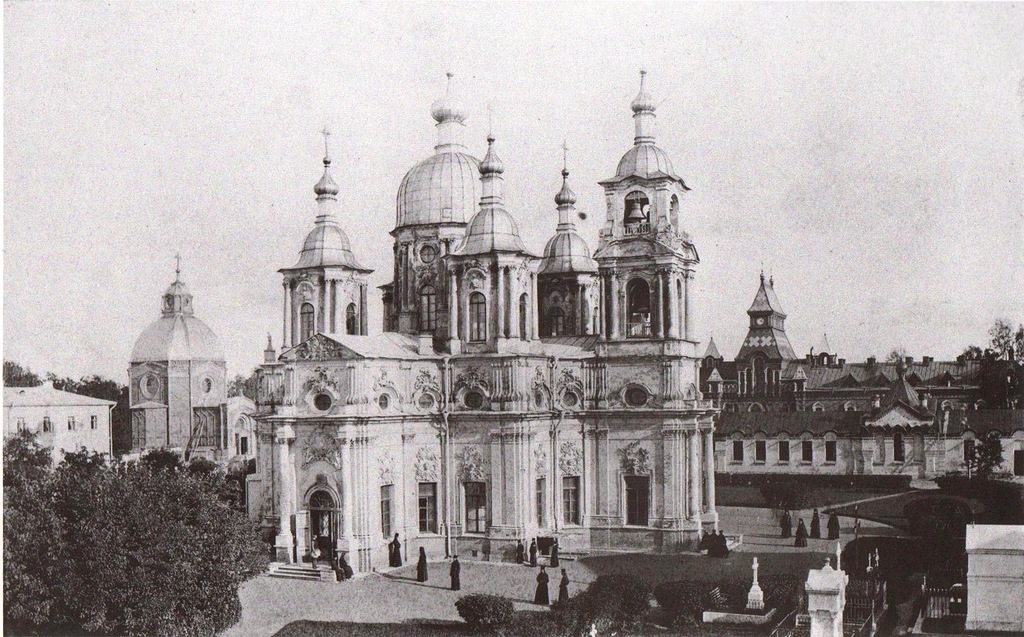
Vers 1860.

## Présentation

### Identité ecclésiale
Le monastère Saint-Serge est un monastère orthodoxe affilié à l'Église orthodoxe russe.

### Patrimonialité
Le monastère Saint-Serge fait partie du patrimoine mondial protégé par l'UNESCO au sein du bien intitulé « Centre historique de Saint-Pétersbourg et ensembles monumentaux annexes ».

## Historique
Le monastère est fondé au XVIIIe siècle.

## Personnalités
C'était un lieu très réputé et devint ainsi le lieu de sépulture de personnalités : 
- Platon Alexandrovitch Zoubov
- Valérien Zoubov
- Platon Chirinski-Chikhmatov
- Avraam Norov
- Evgraf Kovalevski
- Alexandre Kaveline
- Matveï Khrapovitski
- Vladimir Bassarguine
- Andreï Stackenschneider
- Nikolaï Mezentsov
- Nikolaï Alexandrovitch Zoubov
- Aleksander Daniłowicz Gerstenzweig
- Thérèse d'Oldenbourg
- Ivan Ilitch Glazounov.